# Burretiodendron obconicum
Burretiodendron obconicum là một loài thực vật có hoa trong họ Cẩm quỳ. Loài này được W.Y.Chun & F.C.How mô tả khoa học đầu tiên năm 1956.